# هنري إل. كارول
هنري إل. كارول (بالإنجليزية: Henry L. Carroll)‏ هو مدرب خيول أمريكي، ولد في 15 ديسمبر 1947 في أورانجبورغ في الولايات المتحدة.